# ريتشارد إف. دريك
ريتشارد إف. دريك هو سياسي أمريكي، ولد في 28 سبتمبر 1927 في موسكاتاين في الولايات المتحدة، وتوفي في 26 يناير 2008. نشط حزبياً في الحزب الجمهوري. وقد انتخب عضو مجلس نواب ولاية آيوا ‏.